# Zenitismo
Zenitismo foi um movimento artístico servo-croata de feições vanguardistas, criada por Líubomir Mitsich, a partir da revista Zenit, publicada pela primeira vez em fevereiro de 1921 em Zagreb. Tendo edição mensal em Zagreb e, a partir de 1924, em Belgrado, com interrupções, até dezembro de 1926, a qual deixou de ser publicada em função de uma proibição oficial do governo da Iugoslávia naquele mesmo mês, quando a revista estava no seu número 43.
O Zenitismo, considerado por Aleksandar Jovanovic uma variação do expressionismo, com uma tendência "cósmica e abstrata", segundo Irina Subotic, no entanto, seria um movimento de múltiplas influências como, além do próprio expressionismo o futurismo, o dadaísmo, o surrealismo, o construtivismo e também tendências sociais.
Seu manifesto, intitulado Manifesto Internacional do Zenitismo (junho de 1921) proclamava ideais humanistas e antibélicos, e apelava pela criação de uma nova e unida Europa, após o período da I Guerra Mundial.
Apesar de ser seguido por um pequeno número de jovens artistas, a sua revista contou com muitos colaboradores internacionais de peso, como como Miloch Tserniánski, Pablo Picasso, Aleksandr Blok, Wassily Kandinsky, Vladimir Tatlin, Kazimir Malevich, F. P. Marinetti, Marc Chagall, Ilya Ehrenburg e El Lissitzky, entre outros.
A revista foi proibida em dezembro de 1926, em função da publicação de um texto de tendência socialista, seu criador e principal editor precisou refugiar-se em Paris durante 9 anos, após algum tempo na prisão, tendo sido libertado devido à influência do líder do futurismo italiano F. T. Marinetti. A proibição da revista Zenit marcaria o fim do movimento zenitista.